# Ottappalam
Ottappalam (o Ottapalam) è una suddivisione dell'India, classificata come municipality, di 49.230 abitanti, situata nel distretto di Palakkad, nello stato federato del Kerala. In base al numero di abitanti la città rientra nella classe III (da 20.000 a 49.999 persone).

## Geografia fisica
La città è situata a 10° 46' 0 N e 76° 22' 60 E e ha un'altitudine di 53 m s.l.m..

## Società

### Evoluzione demografica
Al censimento del 2001 la popolazione di Ottappalam assommava a 49.230 persone, delle quali 23.189 maschi e 26.041 femmine. I bambini di età inferiore o uguale ai sei anni assommavano a 5.705, dei quali 2.917 maschi e 2.788 femmine. Infine, coloro che erano in grado di saper almeno leggere e scrivere erano 39.738, dei quali 19.123 maschi e 20.615 femmine.